# Lista de personagens de How I Met Your Mother

Logo da série

A sitcom americana How I Met Your Mother estreou na CBS em 19 de setembro de 2005. Criado por Craig Thomas e Carter Bays, o programa é apresentado sob a perspectiva de Ted Mosby em 2030, enquanto ele conta a seus filhos como ele  conheceu a mãe titular. O show durou nove temporadas e 208 episódios; o final foi ao ar em 31 de março de 2014.
Os personagens principais são: Ted Mosby, um romântico em busca pela "The One" (A certa); Barney Stinson, um mulherengo; Robin Scherbatsky, uma jornalista que se mudou para Nova York em 2005; e Marshall Eriksen e Lily Aldrin, um casal de longo prazo. Embora o programa seja baseado em "The Mother", sua primeira aparição não acontece até o final da oitava temporada.
Muitos dos parentes dos personagens principais aparecem durante o show, como o pai de Lily ou o irmão de Barney. Eles também podem ser vistos em reuniões de família, como o casamento de Barney e Robin ou o funeral do pai de Marshall. Os filhos de Ted e Marvin W. Eriksen (filho de Marshall e Lily) aparecem nos bastidores de muitos episódios sem serem cruciais para muitas tramas.
Ranjit, Carl e vários outros personagens costumam aparecer porque trabalham em lugares que o elenco principal costuma frequentar (como o MacLaren's Pub). Personagens em relacionamentos com Ted, Barney ou Robin geralmente aparecem em vários episódios em um curto período de tempo, como Victoria, Nora ou Kevin. Personagens secundários como Slutty Pumpkin ou Mary the Paralegal podem aparecer apenas em um ou dois episódios, mas ainda desempenham um papel crucial nos episódios em que aparecem.

## Elenco e personagens
| Ator                        | Personagem                   | Temporadas       | Temporadas       | Temporadas       | Temporadas       | Temporadas       | Temporadas       | Temporadas       | Temporadas       | Temporadas       |
| Ator                        | Personagem                   | 1                | 2                | 3                | 4                | 5                | 6                | 7                | 8                | 9                |
| Elenco principal            | Elenco principal             | Elenco principal | Elenco principal | Elenco principal | Elenco principal | Elenco principal | Elenco principal | Elenco principal | Elenco principal | Elenco principal |
| --------------------------- | ---------------------------- | ---------------- | ---------------- | ---------------- | ---------------- | ---------------- | ---------------- | ---------------- | ---------------- | ---------------- |
| Josh Radnor                 | Ted Mosby                    | Principal        | Principal        | Principal        | Principal        | Principal        | Principal        | Principal        | Principal        | Principal        |
| Jason Segel                 | Marshall Eriksen             | Principal        | Principal        | Principal        | Principal        | Principal        | Principal        | Principal        | Principal        | Principal        |
| Cobie Smulders              | Robin Scherbastsky           | Principal        | Principal        | Principal        | Principal        | Principal        | Principal        | Principal        | Principal        | Principal        |
| Neil Patrick Harris         | Barney Stinson               | Principal        | Principal        | Principal        | Principal        | Principal        | Principal        | Principal        | Principal        | Principal        |
| Alyson Hannigan             | Lily Aldrin                  | Principal        | Principal        | Principal        | Principal        | Principal        | Principal        | Principal        | Principal        | Principal        |
| Cristin Milioti             | Tracy McConnell              | Does not appear  | Stand-in         | Stand-in         | Does not appear  | Stand-in         | Does not appear  | Stand-in         | Participação     | Principal        |
| Bob Saget                   | Ted Mosby de 2030            | Apenas voz       | Apenas voz       | Apenas voz       | Apenas voz       | Apenas voz       | Apenas voz       | Apenas voz       | Apenas voz       | Apenas voz       |
| Elenco recorrente           |                              |                  |                  |                  |                  |                  |                  |                  |                  |                  |
| David Henrie                | Luke Mosby                   | Recorrente       | Recorrente       | Recorrente       | Recorrente       | Recorrente       | Recorrente       | Recorrente       | Recorrente       | Recorrente       |
| Lyndsy Fonseca              | Penny Mosby                  | Recorrente       | Recorrente       | Recorrente       | Recorrente       | Recorrente       | Recorrente       | Recorrente       | Recorrente       | Recorrente       |
| Joe Nieves                  | Carl MacLaren                | Recorrente       | Recorrente       | Does not appear  | Participação     | Participação     | Participação     | Participação     | Participação     | Recorrente       |
| Marshall Manesh             | Ranjit Singh                 | Recorrente       | Participação     | Recorrente       | Participação     | Participação     | Participação     | Participação     | Participação     | Recorrente       |
| Alexis Denisof              | Sandy Rivers                 | Recorrente       | Does not appear  | Does not appear  | Does not appear  | Does not appear  | Participação     | Recorrente       | Participação     | Participação     |
| Ashley Williams             | Victoria                     | Recorrente       | Does not appear  | Does not appear  | Does not appear  | Does not appear  | Does not appear  | Recorrente       | Recorrente       | Participação     |
| Charlene Amoia              | Wendy                        | Recorrente       | Recorrente       | Recorrente       | Recorrente       | Recorrente       | Recorrente       | Does not appear  | Does not appear  | Does not appear  |
| Ned Rolsma                  | Marcus Eriksen               | Participação     | Participação     | Does not appear  | Participação     | Participação     | Participação     | Participação     | Recorrente       | Does not appear  |
| Bryan Callen                | Bilson                       | Participação     | Does not appear  | Participação     | Recorrente       | Does not appear  | Does not appear  | Does not appear  | Does not appear  | Does not appear  |
| Bill Fagerbakke             | Marvin Eriksen               | Participação     | Does not appear  | Does not appear  | Participação     | Participação     | Recorrente       | Participação     | Participação     | Participação     |
| Suzie Plakson               | Judy Eriksen                 | Participação     | Does not appear  | Does not appear  | Does not appear  | Participação     | Recorrente       | Participação     | Recorrente       | Participação     |
| Danica McKellar             | Trudy                        | Participação     | Does not appear  | Participação     | Does not appear  | Does not appear  | Does not appear  | Does not appear  | Does not appear  | Does not appear  |
| David Burtka                | Scooter                      | Participação     | Participação     | Does not appear  | Participação     | Participação     | Participação     | Does not appear  | Participação     | Participação     |
| Matt Boren                  | Stuart Bowers                | Participação     | Participação     | Does not appear  | Participação     | Does not appear  | Participação     | Does not appear  | Participação     | Participação     |
| Taran Killam                | Gary Blauman                 | Participação     | Does not appear  | Participação     | Participação     | Participação     | Does not appear  | Does not appear  | Does not appear  | Participação     |
| Virginia Williams           | Claudia Bowers               | Participação     | Does not appear  | Does not appear  | Participação     | Does not appear  | Participação     | Does not appear  | Does not appear  | Participação     |
| Joe Manganiello             | Brad Morris                  | Does not appear  | Recorrente       | Does not appear  | Does not appear  | Participação     | Does not appear  | Does not appear  | Participação     | Does not appear  |
| Wayne Brady                 | James Stinson                | Does not appear  | Participação     | Participação     | Does not appear  | Does not appear  | Participação     | Participação     | Does not appear  | Recorrente       |
| Megan Mullally (apenas voz) | Loretta Stinson              | Does not appear  | Participação     | Does not appear  | Does not appear  | Does not appear  | Does not appear  | Does not appear  | Does not appear  | Does not appear  |
| Frances Conroy              | Loretta Stinson              | Does not appear  | Does not appear  | Does not appear  | Participação     | Does not appear  | Participação     | Participação     | Participação     | Recorrente       |
| Cristine Rose               | Virginia Mosby               | Does not appear  | Recorrente       | Does not appear  | Does not appear  | Participação     | Participação     | Participação     | Does not appear  | Recorrente       |
| Michael Gross               | Alfred Mosby                 | Does not appear  | Recorrente       | Does not appear  | Does not appear  | Does not appear  | Participação     | Does not appear  | Does not appear  | Does not appear  |
| Bryan Cranston              | Hammond Druthers             | Does not appear  | Recorrente       | Does not appear  | Does not appear  | Does not appear  | Does not appear  | Does not appear  | Does not appear  | Participação     |
| Enrique Iglesias            | Gael                         | Does not appear  | Does not appear  | Recorrente       | Does not appear  | Does not appear  | Does not appear  | Does not appear  | Does not appear  | Does not appear  |
| Sarah Chalke                | Stella Zinman                | Does not appear  | Does not appear  | Recorrente       | Recorrente       | Does not appear  | Does not appear  | Does not appear  | Does not appear  | Participação     |
| Britney Spears              | Abby                         | Does not appear  | Does not appear  | Recorrente       | Does not appear  | Does not appear  | Does not appear  | Does not appear  | Does not appear  | Does not appear  |
| Darcy Rose Byrnes           | Lucy Zinman                  | Does not appear  | Does not appear  | Participação     | Recorrente       | Does not appear  | Does not appear  | Does not appear  | Does not appear  | Does not appear  |
| Bob Odenkirk                | Arthur Hobbs                 | Does not appear  | Does not appear  | Participação     | Does not appear  | Participação     | Recorrente       | Does not appear  | Participação     | Does not appear  |
| Alan Thicke                 | Ele mesmo                    | Does not appear  | Does not appear  | Participação     | Does not appear  | Participação     | Participação     | Does not appear  | Participação     | Participação     |
| April Bowlby                | Meg                          | Does not appear  | Does not appear  | Participação     | Does not appear  | Participação     | Does not appear  | Does not appear  | Does not appear  | Participação     |
| Chris Romano                | Punchy                       | Does not appear  | Does not appear  | Participação     | Does not appear  | Does not appear  | Participação     | Participação     | Does not appear  | Does not appear  |
| James Van Der Beek          | Simon Tremblay               | Does not appear  | Does not appear  | Participação     | Does not appear  | Does not appear  | Does not appear  | Does not appear  | Participação     | Participação     |
| Will Forte                  | Randy Wharmpess              | Does not appear  | Does not appear  | Participação     | Does not appear  | Does not appear  | Participação     | Does not appear  | Does not appear  | Does not appear  |
| Jason Jones                 | Tony Grafanello              | Does not appear  | Does not appear  | Does not appear  | Recorrente       | Does not appear  | Does not appear  | Does not appear  | Does not appear  | Does not appear  |
| Laura Prepon                | Karen                        | Does not appear  | Does not appear  | Does not appear  | Participação     | Participação     | Does not appear  | Does not appear  | Does not appear  | Does not appear  |
| Eric Braeden                | Robin Scherbatsky Sr.        | Does not appear  | Does not appear  | Does not appear  | Participação     | Does not appear  | Does not appear  | Does not appear  | Does not appear  | Does not appear  |
| Ray Wise                    | Robin Scherbatsky Sr.        | Does not appear  | Does not appear  | Does not appear  | Does not appear  | Does not appear  | Participação     | Participação     | Participação     | Participação     |
| Renée Taylor                | Mrs. Matsen                  | Does not appear  | Does not appear  | Does not appear  | Participação     | Does not appear  | Participação     | Participação     | Does not appear  | Does not appear  |
| Ben Koldyke                 | Don Frank                    | Does not appear  | Does not appear  | Does not appear  | Does not appear  | Recorrente       | Does not appear  | Does not appear  | Does not appear  | Does not appear  |
| Chris Elliott               | Mickey Aldrin                | Does not appear  | Does not appear  | Does not appear  | Does not appear  | Participação     | Participação     | Recorrente       | Recorrente       | Participação     |
| Tim Gunn                    | Ele mesmo                    | Does not appear  | Does not appear  | Does not appear  | Does not appear  | Participação     | Does not appear  | Does not appear  | Does not appear  | Recorrente       |
| Jim Nantz                   | Ele mesmo                    | Does not appear  | Does not appear  | Does not appear  | Does not appear  | Participação     | Does not appear  | Does not appear  | Does not appear  | Participação     |
| Rachel Bilson               | Cindy                        | Does not appear  | Does not appear  | Does not appear  | Does not appear  | Participação     | Participação     | Does not appear  | Participação     | Participação     |
| Nazanin Boniadi             | Nora                         | Does not appear  | Does not appear  | Does not appear  | Does not appear  | Does not appear  | Recorrente       | Recorrente       | Does not appear  | Participação     |
| Kyle MacLachlan             | George Van Smoot/The Captain | Does not appear  | Does not appear  | Does not appear  | Does not appear  | Does not appear  | Recorrente       | Does not appear  | Recorrente       | Participação     |
| Laura Bell Bundy            | Becky                        | Does not appear  | Does not appear  | Does not appear  | Does not appear  | Does not appear  | Recorrente       | Does not appear  | Participação     | Participação     |
| Jennifer Morrison           | Zoey Pierson                 | Does not appear  | Does not appear  | Does not appear  | Does not appear  | Does not appear  | Recorrente       | Does not appear  | Does not appear  | Participação     |
| Michael Trucco              | Nick Podarutti               | Does not appear  | Does not appear  | Does not appear  | Does not appear  | Does not appear  | Participação     | Does not appear  | Recorrente       | Does not appear  |
| John Lithgow                | Jerome Whittaker             | Does not appear  | Does not appear  | Does not appear  | Does not appear  | Does not appear  | Recorrente       | Does not appear  | Does not appear  | Recorrente       |
| Ben Vereen                  | Sam Gibbs                    | Does not appear  | Does not appear  | Does not appear  | Does not appear  | Does not appear  | Participação     | Does not appear  | Does not appear  | Participação     |
| Ellen D. Williams           | Patrice                      | Does not appear  | Does not appear  | Does not appear  | Does not appear  | Does not appear  | Does not appear  | Recorrente       | Recorrente       | Recorrente       |
| Becki Newton                | Quinn Garvey                 | Does not appear  | Does not appear  | Does not appear  | Does not appear  | Does not appear  | Does not appear  | Recorrente       | Recorrente       | Does not appear  |
| Kal Penn                    | Kevin Venkataraghavan        | Does not appear  | Does not appear  | Does not appear  | Does not appear  | Does not appear  | Does not appear  | Recorrente       | Does not appear  | Participação     |
| Martin Short                | Garrison Cootes              | Does not appear  | Does not appear  | Does not appear  | Does not appear  | Does not appear  | Does not appear  | Recorrente       | Does not appear  | Does not appear  |
| Vicki Lewis                 | Dr. Sonya                    | Does not appear  | Does not appear  | Does not appear  | Does not appear  | Does not appear  | Does not appear  | Recorrente       | Does not appear  | Does not appear  |
| Vários atores               | Marvin W. Eriksen            | Does not appear  | Does not appear  | Does not appear  | Does not appear  | Does not appear  | Does not appear  | Participação     | Recorrente       | Recorrente       |
| Abby Elliott                | Jeanette Peterson            | Does not appear  | Does not appear  | Does not appear  | Does not appear  | Does not appear  | Does not appear  | Does not appear  | Recorrente       | Participação     |
| Lou Ferrigno Jr.            | Louis                        | Does not appear  | Does not appear  | Does not appear  | Does not appear  | Does not appear  | Does not appear  | Does not appear  | Participação     | Recorrente       |
| William Zabka               | Ele mesmo                    | Does not appear  | Does not appear  | Does not appear  | Does not appear  | Does not appear  | Does not appear  | Does not appear  | Participação     | Recorrente       |
| Judith Drake                | Bernice                      | Does not appear  | Does not appear  | Does not appear  | Does not appear  | Does not appear  | Does not appear  | Does not appear  | Does not appear  | Recorrente       |
| Roger Bart                  | Curtis                       | Does not appear  | Does not appear  | Does not appear  | Does not appear  | Does not appear  | Does not appear  | Does not appear  | Does not appear  | Recorrente       |
| Sherri Shepherd             | Daphne                       | Does not appear  | Does not appear  | Does not appear  | Does not appear  | Does not appear  | Does not appear  | Does not appear  | Does not appear  | Recorrente       |
| Robert Belushi              | Linus                        | Does not appear  | Does not appear  | Does not appear  | Does not appear  | Does not appear  | Does not appear  | Does not appear  | Does not appear  | Recorrente       |
| Andrew Rannells             | Darren                       | Does not appear  | Does not appear  | Does not appear  | Does not appear  | Does not appear  | Does not appear  | Does not appear  | Does not appear  | Recorrente       |
| Tracey Ullman               | Genevieve Scherbatsky        | Does not appear  | Apenas voz       | Does not appear  | Does not appear  | Does not appear  | Does not appear  | Does not appear  | Does not appear  | Recorrente       |

Notas
1. ↑  "The Mother" foi interpretada por várias atrizes (incluindo Jennifer Birmingham e a diretora do programa, Pamela Fryman) durante toda a série até Cristin Milioti assumir o papel no final da temporada 8.
2. ↑  Saget não é creditado
3. 1 2  Cenas com David Henrie e Lyndsy Fonseca foram filmagens recicladas a partir da 3ª temporada, embora filmagens não lançadas filmadas em 2006 tenham sido usadas na 9ª temporada.[1]
4. ↑  Uma atriz não creditada dá voz à mãe de Robin no episódio "Swarley" da 2ª temporada. No entanto, o personagem não é formalmente apresentado até o episódio da 9ª temporada "Vesuvius".

## Principais

### Ted Mosby

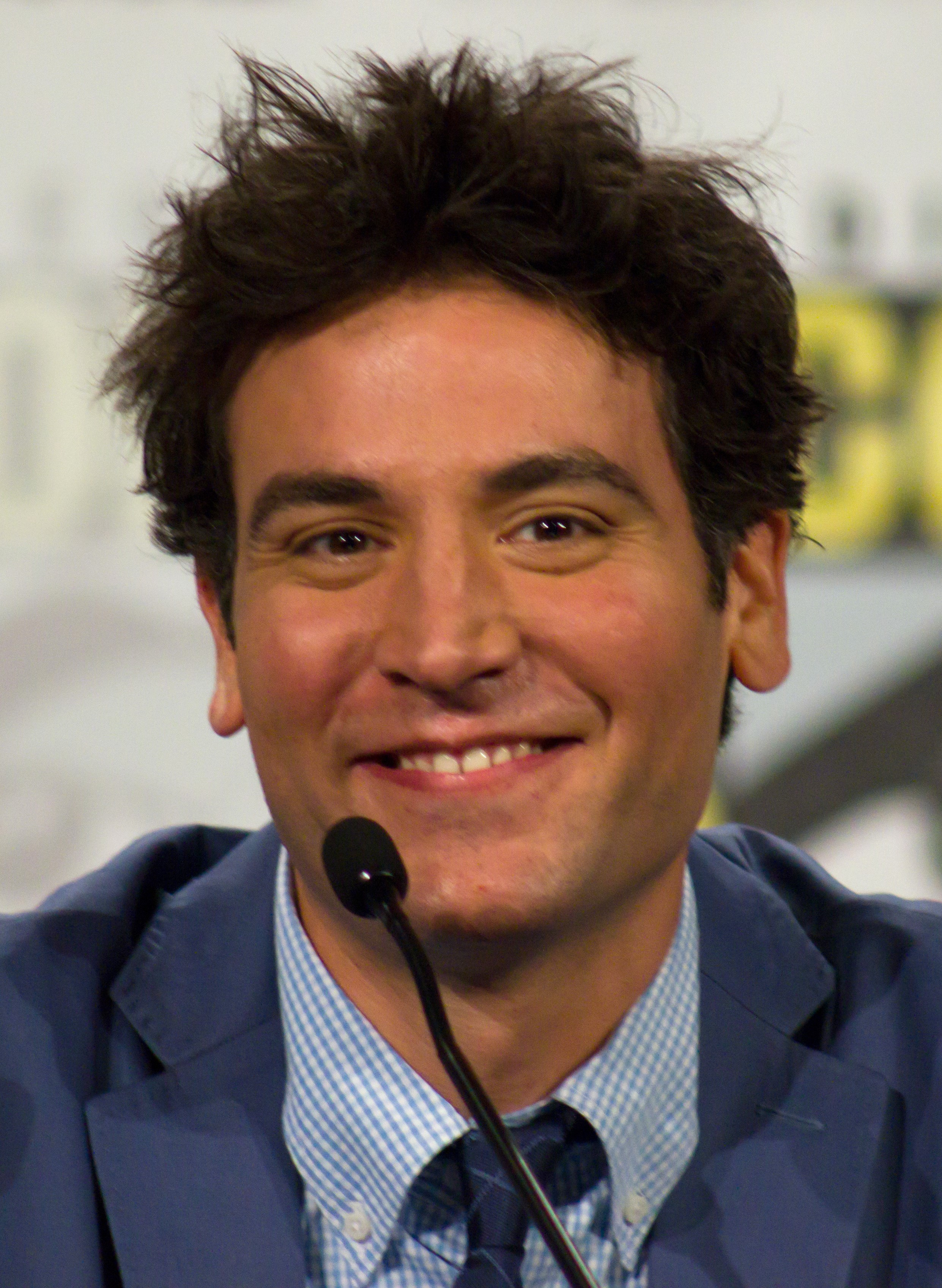
Josh Radnor

Interpretado por Josh Radnor, Theodore Evelyn "Ted" Mosby (nascido em 25 de abril de 1978) é um romântico que originalmente procurava "The One" (A certa) e frequentemente discutia o destino e "O Universo" controlando as coisas. Ted cresceu em Shaker Heights, Ohio, com os pais Virginia Mosby, Alfred Mosby e a irmã Heather. Ele é um arquiteto formado pela Wesleyan University, onde conheceu Marshall e Lily. Ted também é o narrador do programa no futuro, dublado por Bob Saget, enquanto conta uma história muito longa aos filhos, com a premissa de explicar como ele conheceu a mãe deles. A história de Ted inclui ser deixado no altar, aceitar um emprego como professor de arquitetura e projetar a nova sede do Goliath National Bank.
Ted namora muitas pessoas e mantém vários relacionamentos de longo prazo. Ted tem um relacionamento intermitente com Robin. Ted também namora Victoria, Stella, Zoey e Jeanette. Ted finalmente conhece sua futura esposa, Tracy, no dia do casamento de Barney e Robin, depois de acidentalmente dar uma de suas aulas na faculdade na sala em que ela estava, possuir seu guarda-chuva amarelo por um curto período de tempo e namorar sua colega de quarto. Quando ele encontra a colega de quarto de Tracy (Cindy), isso leva à banda de Tracy se apresentando no casamento de Barney e Robin.
No final, é revelado que sua esposa morreu seis anos antes, em 2024. Seus filhos lhe dizem que sua história era sobre ele estar apaixonado por Robin e que a mãe deles só aparece em uma pequena quantidade. Eles o incentivam a voltar com Robin e ele o faz, trazendo a icônica trompa azul com ele.

### Marshall Eriksen

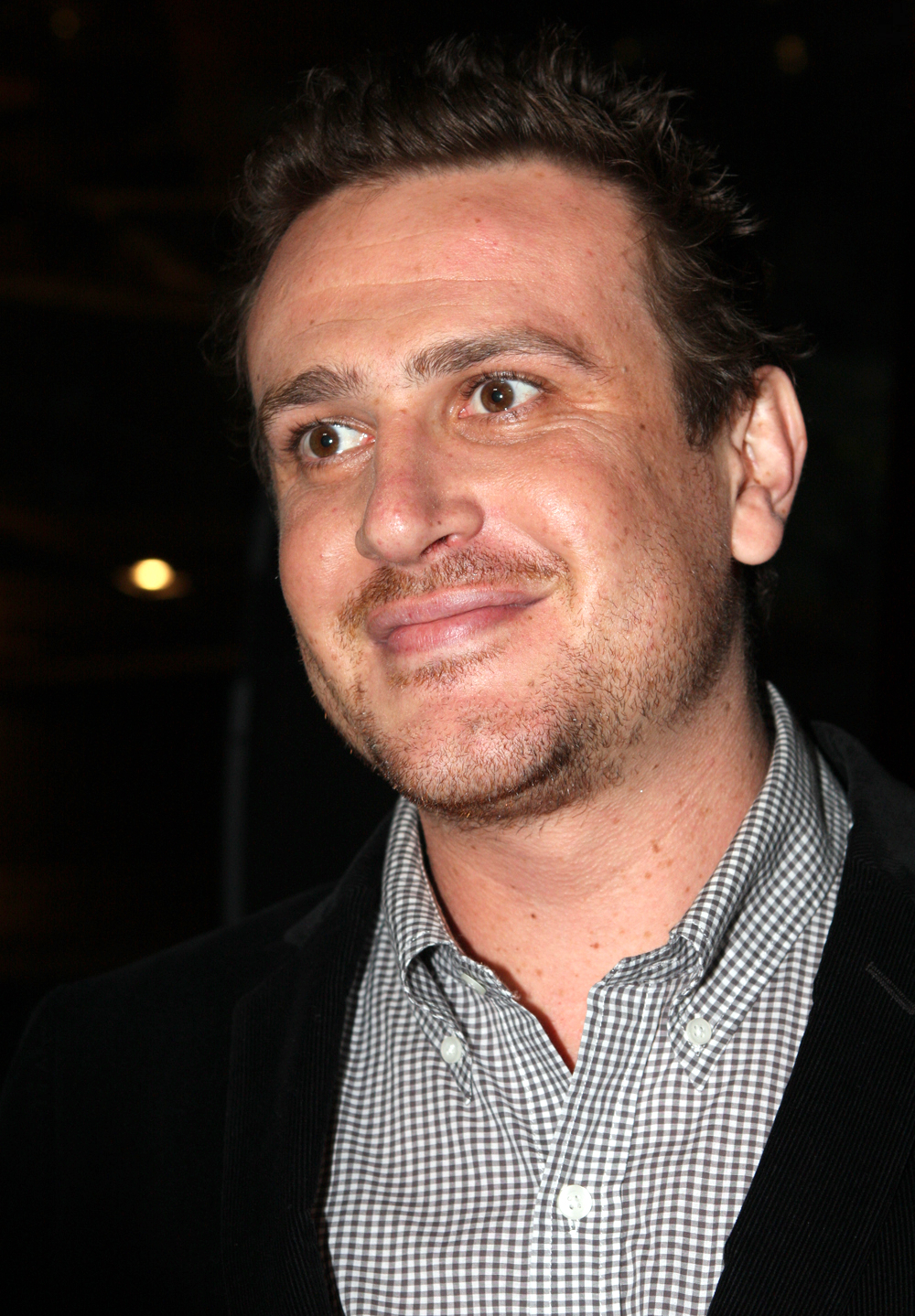
Jason Segel

Interpretado por Jason Segel, Marshall Eriksen conheceu Ted e Lily durante seu primeiro ano na Universidade Wesleyan. Ele e Lily começaram a namorar durante a faculdade e se casaram no final da segunda temporada. Marshall é formado em Direito pela Columbia Law School, originalmente de Minnesota. Mesmo que ele esteja em 1.93 m, ele é o menor membro masculino de sua família. Marshall tornou-se advogado porque estava interessado em leis de proteção ambiental. Ele aceita um emprego em um escritório de advocacia corporativo, antes de ingressar na equipe jurídica do Goliath National Bank, onde Barney também trabalha. Marshall também é muito bom em vários jogos e acredita no paranormal, especificamente Sasquatch e o Monstro do Lago Ness. É revelado em "Last Cigarette Ever" que, no futuro, ele e Lily terão um filho. No início de 2011, depois de saberem que Marshall e Lily são capazes de ter um bebê, o pai de Marshall sofre um ataque cardíaco fatal e morre. Por vários meses depois disso, ele fica chateado e seus amigos se esforçam para ser mais agradáveis com ele. Seu primeiro filho, nascido no episódio "The Magician's Code - Part 1", recebeu o nome de Marvin, em homenagem ao pai de Marshall. Marshall conseguiu chegar bem a tempo de testemunhar o nascimento.
Marshall é finalmente aceito em seu emprego dos sonhos, sendo juiz, antes de se mudar para a Itália com Lily. Isso leva a conflitos constantes entre o casal durante a maior parte da temporada final. No entanto, durante a primeira metade da última temporada, Marshall está de carro de Minnesota para Long Island depois de perder o voo para o casamento de Barney e Robin. Nesse processo, Marshall conhece "A Mãe".

### Robin Scherbatsky

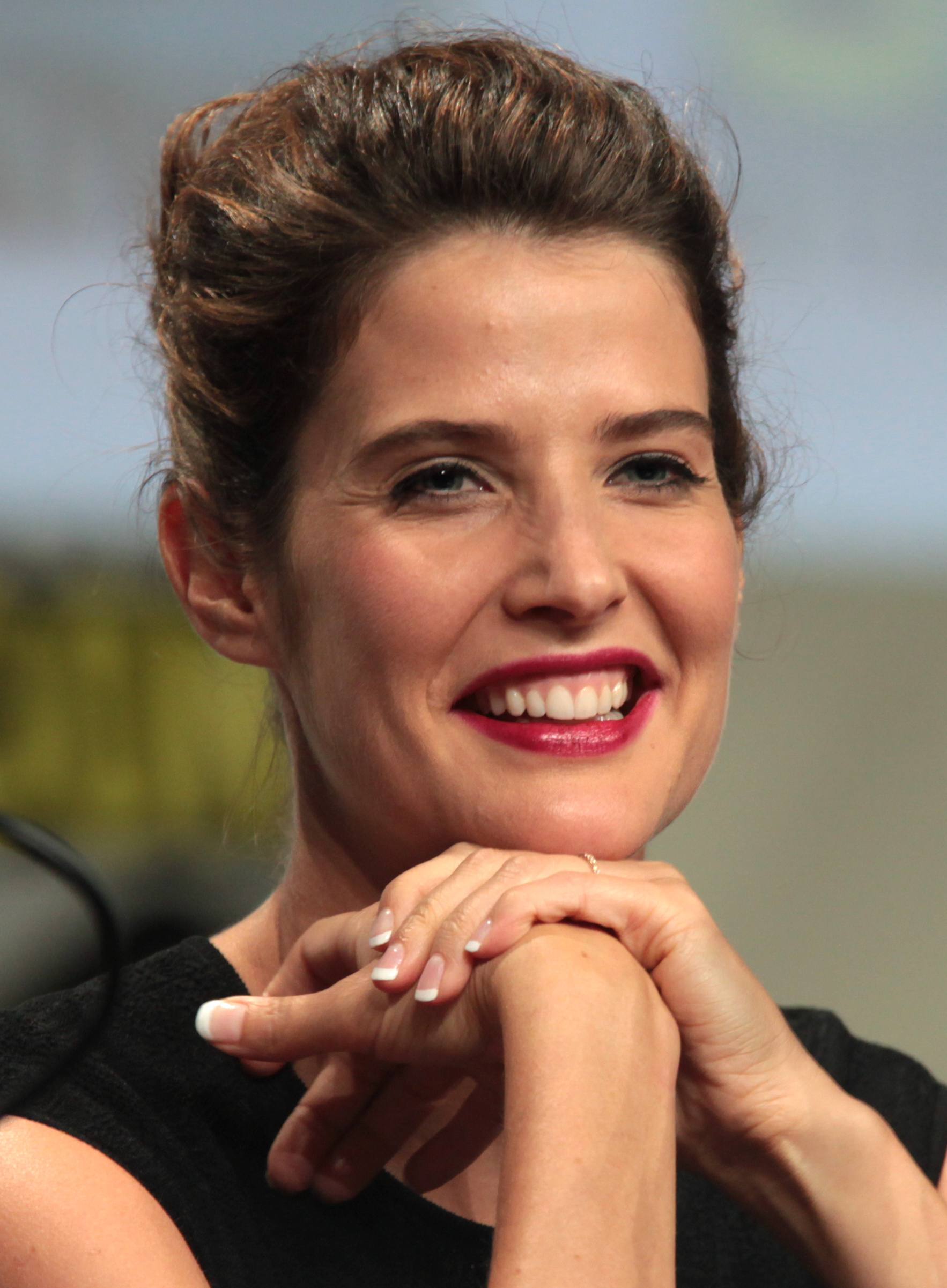
Cobie Smulders

Retratada por Cobie Smulders, Robin Charles Scherbatsky Jr. trabalha como repórter de várias emissoras, terminando no World Wide News. Ela é originalmente de Vancouver, British Columbia e é fã dos Vancouver Canucks. Robin recebeu o nome de seu pai, com quem ela tem alguns problemas, pois ele queria um filho do sexo masculino. Ela e Ted têm um relacionamento de vai e volta, houve alguma tensão sexual entre eles durante a terceira temporada, mais obviamente quando Robin levou para casa seu namorado Gael de uma viagem à Argentina. Robin era uma cantora pop adolescente chamada Robin Sparkles. Seu primeiro namorado foi Simon, que estrelou seu segundo videoclipe. Na quarta temporada, Robin se muda para o apartamento de Ted depois de deixar seu emprego no Japão. Durante "The Leap", ela e Barney perseguem um relacionamento, mas logo termina.
Robin é frequentemente zoada por sua tendência a rir enquanto mente, bem como por suas referências a lugares e história exclusivos do Canadá, como Mount Waddington ou Danby's. Embora ela tenha declarado explicitamente que não gosta de crianças, o Futuro Ted mencionou que ela acabou gostando deles e até se aproximou dos filhos de Ted. Depois de ficar desempregada por um tempo, Robin descobriu que seria deportada dos Estados Unidos se não conseguisse um emprego. Barney a ajudou a conseguir um emprego para um programa de manhã cedo em "The Possimpible". Logo depois que ela começou, ela conseguiu um co-âncora chamado Don, de quem ela originalmente não gostava. No entanto, ela começou a gostar dele e eles namoraram por um tempo. Em "False Positive", Robin trabalhou como jornalista do World Wide News e, eventualmente, mudou-se para co-ancorar depois de apresentar um show de Ano Novo. É revelado no final da temporada 7 que Robin se casou com Barney. Eles se divorciam após três anos de casamento. Em 2030, Robin vive com seus cães em Nova York e fica implícito de que ela e Ted, viúvo há 6 anos, voltaram a ficar juntos.

### Barney Stinson

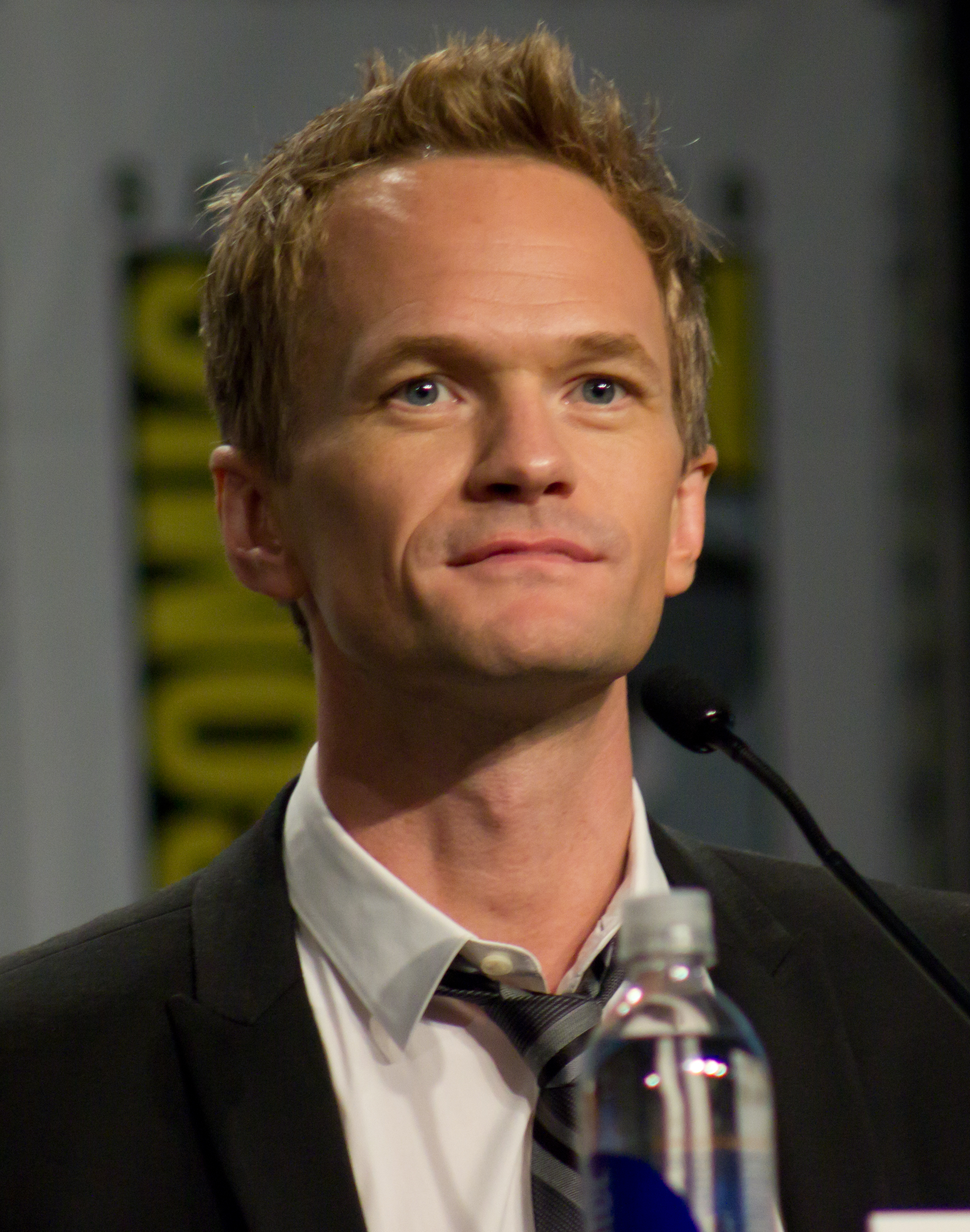
Neil Patrick Harris

Interpretado por Neil Patrick Harris, Barnabus "Barney" Stinson é um mulherengo. Ele é conhecido por usar ternos, jogar a laser tag, realizar truques de mágica e usar frases como "Legend-wait-for-it-dary" e "Challenge accepted!" ("Lengen..., espera um pouquinho... dário!" e "Desafio aceito!", na dublagem brasileira). Barney é o escritor do Bro Code e do Playbook, documentando regras para seus melhores amigos ("bros") usarem com as mulheres.
Barney foi criado por uma mãe solteira, Loretta, junto com seu irmão mais velho, James. Ele passou muito pouco tempo com seu pai quando criança. Na sexta temporada, o pai de Barney, Jerome, retorna à sua vida na esperança de fazer as pazes por abandoná-lo quando criança. Quando jovem, Barney era um hippie de cabelos compridos com planos de se juntar ao Corpo de Paz. Logo após ser rejeitado por sua então namorada, ele viu um folheto para uma venda de ternos, começando assim seu vício em ternos. Pouco depois, ele conheceu Ted Mosby no mictório e anunciou que "ensinaria [Ted] a viver", começando assim sua vida com o grupo de amigos de Ted.
Na quarta temporada, Barney se apaixona por Robin e passa a próxima temporada escondendo isso dela. Os dois se reúnem na quinta temporada, mas o relacionamento é de curta duração. Após o rompimento, Barney volta aos relacionamentos de uma noite, mas às vezes mostra arrependimento por terminar seu relacionamento com Robin. Em "Desparation Day", Robin o apresenta a sua amiga Nora. Barney e Nora têm um breve relacionamento, mas termina porque Barney não está disposto a ser honesto com ela sobre seus sentimentos. Mais tarde, eles voltam a se reunir, mas Barney trai Nora com Robin. Em "Challenge Accepted", é revelado que Barney se casa em algum momento no futuro; em "The Magician's Code", a noiva é revelada como Robin. No entanto, Barney e Robin se divorciam em 2016. Barney volta a ter encontros de uma noite e, eventualmente, engravida uma mulher. O nascimento de sua filha, Ellie, efetivamente faz com que ele mude seus caminhos para sempre.

### Lily Aldrin

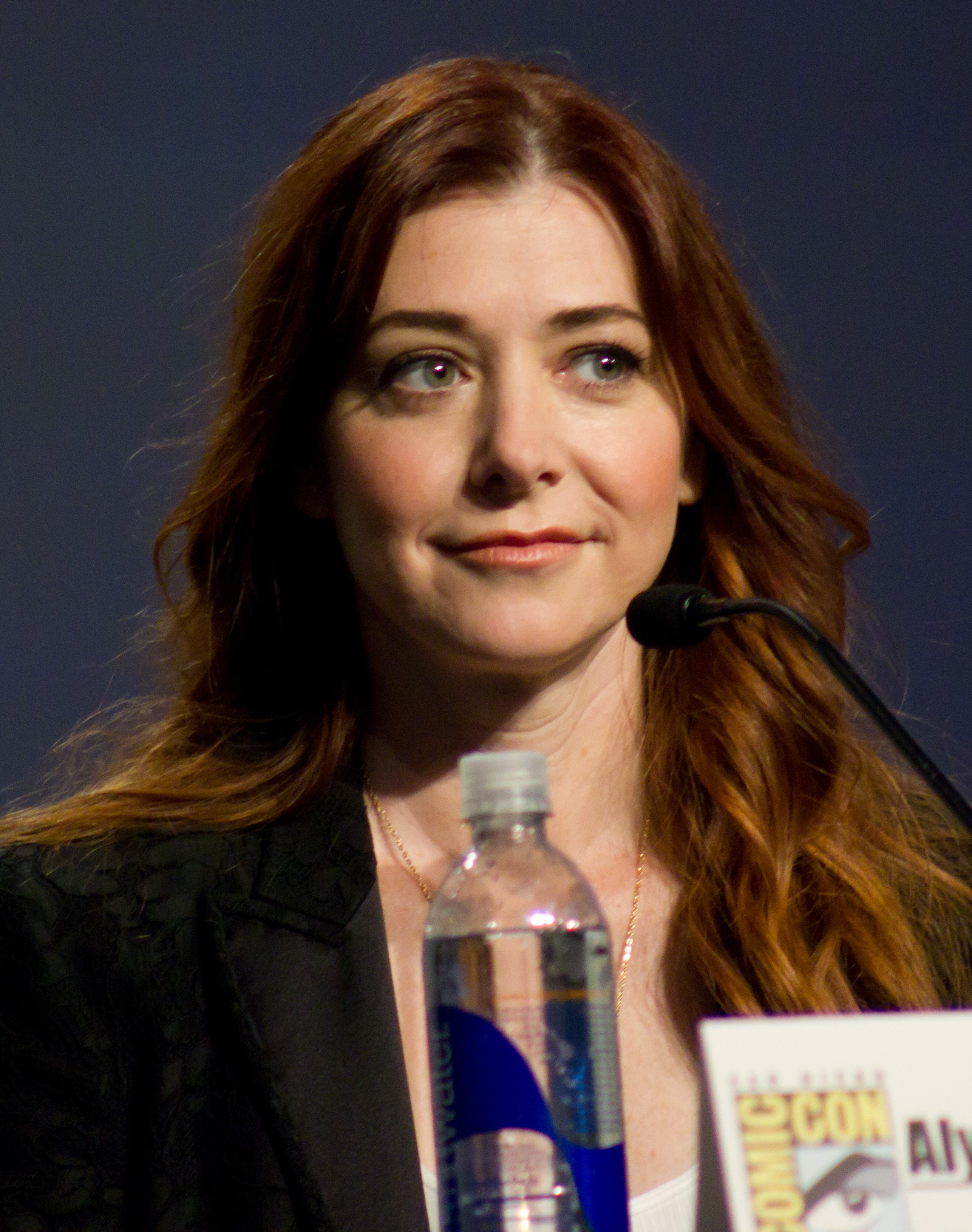
Alyson Hannigan

Retratada por Alyson Hannigan, Lily Aldrin é professora de jardim de infância. Ela é casada com Marshall e cresceu no Brooklyn, Nova York. Como Ted e Marshall, ela é formada pela Universidade Wesleyana e sonha em ser uma artista; ela pintou pinturas nuas de Marshall e Barney. Lily tem um enorme problema de dívida por causa de suas compras impulsivas; ela é capaz de esconder isso de Marshall até que eles solicitem uma hipoteca em "Dowisetrepla". Ela é muito manipuladora, tendo causado vários relacionamentos de Ted terminar quando ela não gostou do encontro dele. Já foi demonstrado muitas vezes que ela não pode guardar segredo, com algumas exceções: esconde sua segunda gravidez e mantém a mudança de Ted para Chicago em segredo de todos, exceto Marshall. O programa deixa sua bissexualidade implícita.
Antes da faculdade, Lily namorava Scooter. Na faculdade, ela conheceu Ted e começou a namorar Marshall. Ela e Marshall ficaram juntos por 9 anos e ficaram noivos por quase um ano antes de Lily terminar com Marshall para se mudar para San Francisco por um verão para se concentrar em sua arte. Marshall ficou tão magoado que ficaram separados por alguns meses depois que ela voltou para Nova York. Eles acabam se casando no final da segunda temporada. Eles se mudam para um apartamento em "Dowisetrepla"; anteriormente, eles estavam morando com Ted. Eles consideram ter crianças por anos antes de se sentirem "prontos". Lily anuncia no final da sexta temporada que está grávida e seu primeiro filho revelou-se masculino em "Mystery vs. History". No episódio "Good Crazy", Lily entra em trabalho de parto cinco semanas mais cedo e no episódio "The Magician's Code - Part 1", dá à luz a Marvin. Na oitava temporada, Lily aceita um emprego como consultora de arte do "Capitão". Mais tarde, o "Capitão" pede que ela se mude para a Itália para procurar e comprar obras de arte para sua coleção; ela e Marshall concordam em se mudar para lá. No entanto, essa é a causa de desacordo entre o casal na maior parte da temporada, quando Marshall aceita uma oferta para ser juiz sem consultar Lily. Lily revela estar grávida de um segundo filho em "Daisy", seguido pelo terceiro filho alguns anos depois em "Last Forever".

### Tracy McConnell

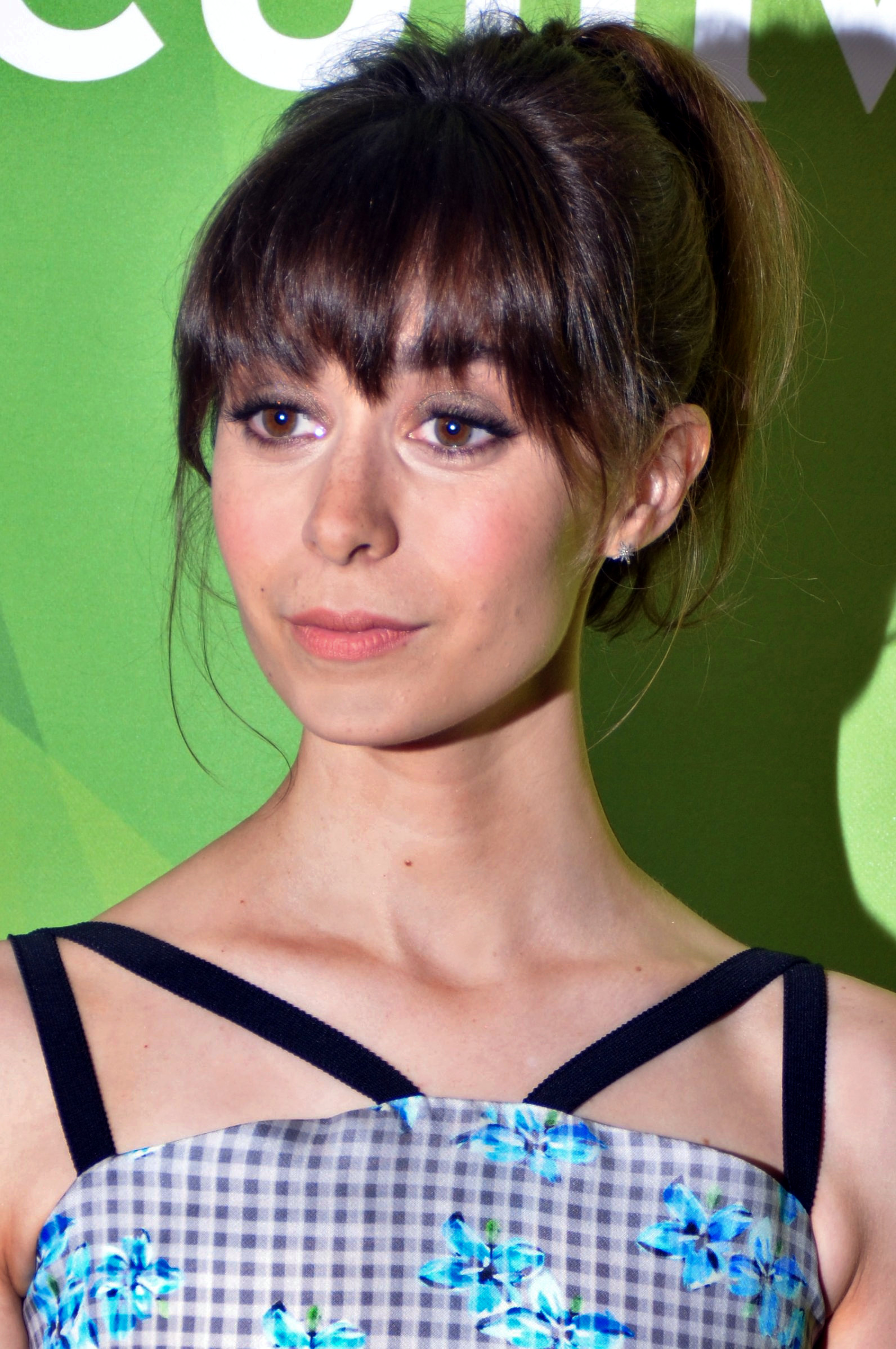
Cristin Milioti

Retratada por Cristin Milioti, Tracy, "A Mãe" é o personagem-título da série; A narração da série de Ted é baseada em como ele a conheceu. Enquanto várias pistas sobre "A Mãe" são reveladas ao longo da série (incluindo a história do guarda-chuva amarelo), ela não é vista completamente até o final da oitava temporada, "Something New". A nona temporada) revela mais sobre "A Mãe" através de vários flashforwards ao longo da temporada e no 200º episódio, "How Your Mother Met Me", que mostra os anos de 2005 a 2013 a partir de sua perspectiva. Nesse episódio, é revelado que seu namorado Max morreu em seu aniversário de 21 anos e que ela se absteve de namorar nos anos seguintes; seu primeiro namorado depois de Max, Louis, a pediu em casamento na noite anterior ao casamento de Barney e Robin, mas ela o rejeitou, permitindo-se seguir em frente.
Ted é mostrado encontrando "A Mãe" no final da série na estação de trem de Farhampton após o casamento de Barney e Robin e finalmente é revelado que seu nome é Tracy McConnell. Eles namoram, ficam noivos e têm dois filhos chamados Luke e Penny. No final original do programa, Tracy morreu em 2024. Muitos fãs do programa se apegaram emocionalmente a The Mother. Em muitas cenas ao longo do show, foi mostrado o quão incrivelmente perfeitos Ted e Tracy eram um para o outro e como ela era legal com todos. Sua morte no final da série foi recebida com considerável insatisfação por muitos espectadores.
Uma petição foi iniciada, com o objetivo de reescrever e refazer o final. A petição recebeu mais de 20.000 assinaturas. Um final alternativo foi lançado no DVD da nona temporada. No final alternativo, Tracy Mosby ainda vive quando Ted conta a história em 2030. No vídeo, o futuro Ted é ouvido dizendo: "...Quando penso em como tenho sorte de acordar ao lado de sua mãe todas as manhãs, não posso deixar de me surpreender com a facilidade com que tudo foi realmente...", indiretamente, afirmando que a mãe está viva. O vídeo termina logo após o trem passar na estação de Farhampton e os créditos começam a rolar, o que implica que Ted nunca voltou para Robin, pois viveu uma vida de sucesso com Tracy Mosby.

## Membros da família

### Família de Ted Mosby

#### Penny e Luke Mosby
Penny e Luke são filhos de Ted, adolescentes em 2030, quando Ted narra a história de como ele conheceu a mãe deles. Penny é interpretada por Lyndsy Fonseca, enquanto Luke é interpretado por David Henrie. Georgina Bays, filha de Carter Bays, retratou a filha de Ted quando criança. Penny e Luke, crianças, são interpretados por Katie Silverman e Dexter Cross em "Rally".
Os nomes dos filhos de Ted eram desconhecidos até "Unpause". Antes de conhecer a mãe deles, Ted expressou repetidamente o desejo de nomeá-los Luke e Leia. As crianças aparecem inicialmente apenas na narrativa de enquadramento, embora Penny apareça como criança em "Trilogy Time", "Lobster Crawl" e "Unpause". Penny e Luke aparecem como crianças pequenas em "Rally", quando cumprimentam seus pais no dia de ano novo em 2022.
Como os atores que interpretavam os filhos de Ted estavam envelhecendo rapidamente, os vídeos foram filmados em 2006, para serem usados em episódios posteriores. Além disso, as filmagens para o final da série foram filmadas antes da segunda temporada e os atores assinaram acordos de não divulgação; Fonseca disse em 2013 que "não se lembrava qual era o segredo", embora Henrie pensasse que ele se lembrava. Um vídeo promocional da nona temporada foi filmado com os mesmos atores, agora adultos, brincando que eles ouvem Ted contar a história há oito anos, e foi exibido pela primeira vez em 2013 San Diego Comic-Con.

#### Virginia Mosby
Interpretado por Cristine Rose. Virginia é a mãe de Ted, casada com Alfred por 30 anos antes de se divorciarem. Ela se casa com Clint em "Home Wreckers". Barney brinca em várias ocasiões que ele fez sexo com Virginia, embora seja revelado em "Unpause" que eles apenas compartilharam um beijo.

#### Alfred Mosby
Interpretado por Michael Gross. Alfred é o pai de Ted, foi casado com Virginia por 30 anos antes de se divorciarem. Ele compartilha opiniões semelhantes sobre o romance de Ted, sendo descrito como um "romântico nas nuvens" de Virginia.

#### Clint
Interpretado por Harry Groener. Clint é o novo parceiro de Virginia, padrasto de Ted. Ele é um artista, ex-hippie. A longo prazo, as pessoas o acham irritante, além disso, ele é totalmente incapaz de manter um emprego.

### Família de Marshall Eriksen

#### Judy Eriksen
Interpretada por Suzie Plakson, Judy Eriksen é a mãe de Marshall. Casada com o falecido Marvin Eriksen, ela tem três filhos: Marvin, Marcus e Marshall. Ela mora em St. Cloud, Minnesota e é conhecida por ter uma relação tensa, às vezes antagônica, com Lily, deixando Marshall dividido porque ele ama Lily, mas tem dificuldade para entender como ela não gosta de sua mãe. Em "The Over-Correction", ela começa um relacionamento sexual com o pai de Lily, Mickey.

#### Marvin Eriksen
Interpretado por Bill Fagerbakke, Marvin Eriksen é: marido de Judy; o pai de Marvin, Marcus e Marshall; sogro de Lily; avô dos três filhos de Marshall e Lily e dos filhos de Marcus e Sarah, Marcus Jr. e Martin. Ele era muito próximo de Marshall e do resto de sua família antes de seu falecimento no início de 2011. Depois de "Last Words", ambientado no funeral de Marvin, Carter Bays afirmou que pretendia trazer de volta Bill Fagerbakke como pai de Marshall em episódios futuros durante flashbacks. 
Mais tarde, ele apareceu em cinco episódios como um "fantasma" imaginado por Marshall.

#### Marcus Eriksen
Interpretado por Ned Rolsma. Marcus Eriksen é um dos irmãos de Marshall, conhecido por pregar peças em Marshall. Ele e o resto de seus irmãos costumavam brincar brutalmente um com o outro. Em "Who Wants to Be a Godparent?", Marcus trocou a esposa e os dois filhos pelo emprego dos sonhos de ser bartender. Marcus costuma ser visto em eventos familiares, como o funeral de seu pai.

#### Marvin W. Eriksen
Marvin Wait-for-it Eriksen é filho de Lily e Marshall. Em "Challenge Accepted", Lily descobre que está grávida após uma longa história de Marshall e Lily tentando ter filhos. Marvin nasceu em "The Magician's Code - Part 1"; Marshall chega bem a tempo do nascimento. Barney ajudou Marshall a chegar ao hospital, em troca da escolha do nome do meio do bebê: "Wait-for-it". Marvin aparece em muitos episódios depois disso, geralmente fazendo com que Marshall e Lily fiquem estressados e sem dormir. Em "Who Wants to Be a Godparent?", Ted, Barney e Robin se tornaram padrinhos de Marvin. "Bedtime Stories" é baseado em Marvin indo dormir.
Marvin foi interpretado por gêmeos, e vários atores foram creditados como o interpretando; Jake Elliott, August Maturo e Spencer Ralston desempenharam o papel de Marvin durante vários flashforwards. Craig Thomas disse que eles estavam "cuidando do fato de que [Marshall e Lily] tinham um bebê mais do que outros programas", embora Marvin "não tome conta do programa."

### Família de Lily Aldrin

#### Mickey Aldrin
Interpretado por Chris Elliott. Mickey Aldrin é o pai de Lily. Obcecado em tentar lançar o Aldrin Games, seu fracassado negócio de criador de jogos de tabuleiro, ele sempre esteve ausente, distante e pouco confiável durante a infância de Lily. Ele e Lily não tiveram um relacionamento próximo durante as primeiras temporadas. Conforme a série progredia, ele gradualmente se redimiu. Ele finalmente vai morar com Marshall e Lily na casa dos avós de Lily em Long Island. Uma vez lá, ele se recusa a deixar a casa de sua infância, apesar de não ser bem-vindo; ele eventualmente concorda em ir embora por insistência de Lily e Marshall, embora eles o deixem ficar depois que ele faz panquecas para eles. A partir de então, seus hobbies o tornaram um incômodo ocasional na casa, eventualmente queimando a casa acidentalmente depois que Marshall e Lily voltaram para o apartamento. Isso o leva a se juntar a eles em Manhattan e, apesar das expectativas de Lily, ele se mostra muito útil no cuidado de seu neto Marvin W. Eriksen. Ele revela que cuidou muito melhor de Lily antes de ela ir para a escola; só quando ela começou o jardim de infância ele se viu perdido e foi onde desenvolveu o vício no jogo.

#### Janice Aldrin
Interpretada por Meagen Fay. Janice é a mãe de Lily, que se divorciou do pai de Lily (Mickey) em 1985. Ela e Lily não têm um bom relacionamento.

### Família de Barney Stinson

#### Loretta Stinson
Interpretada por Frances Conroy. Loretta é a mãe de Barney. Antes de sua primeira aparição, ela apareceu do pescoço para baixo dublada por Megan Mullally em "Single Stamina" e "Showdown". Loretta tinha um estilo de vida muito promíscuo e nem Barney nem James sabem quem são seus pais verdadeiros até serem adultos. Ela também tende a contar mentiras ridículas para seus filhos para encobrir más notícias, como dizer que o pai de Barney é Bob Barker. Para que sua mãe não se preocupasse com ele, Barney contratou atores para fingir ser sua família até que ele é forçado a revelar a verdade em "The Stinsons". Ela retorna em "Cleaning House": o grupo vai para sua casa enquanto ela está planejando se mudar. Embora ela tivesse escondido as identidades dos pais de James e Barney para que ela pudesse ser mãe e pai para eles, ela eventualmente revela quem são ambos os pais.

#### James Stinson
Interpretado por Wayne Brady. James é o meio-irmão gay afro-americano de Barney; eles são muito parecidos e agem como "wingmen" uns dos outros. Isso muda quando James conhece Tom, seu futuro marido. Barney tenta impedir seu irmão de se casar, mas muda de ideia quando descobre que eles estão adotando um bebê. James se casa com Tom e eles têm um filho chamado Eli. No episódio da 6ª temporada "Cleaning House", James descobre que seu pai é Sam Gibbs depois que ele e Barney descobrem uma carta não registrada que sua mãe Loretta lhe endereçava. No final de "The Rebound Girl", é revelado que James e Tom adotaram uma filha chamada Sadie. Em "Coming Back", James anuncia que está se divorciando depois que Tom o descobriu traindo. Robin ganha a aliança de James em "The Poker Game" e se recusa a devolvê-la porque James tem dito que ela e Barney não devem se casar. Barney inicialmente está ao lado de seu irmão, mas então percebe que o egoísmo de James foi o que fez seu próprio casamento falhar. James revela que Gary Blauman foi um dos caras com quem ele traiu Tom em "Gary Blauman". Ted de 2030 explica aos seus filhos que James e Tom eventualmente voltaram, e criaram Eli e Sadie como uma família feliz.

### Família de Robin Scherbatsky

#### Robin Scherbatsky Sr.
Interpretado por Eric Braeden em "Happily Ever After" e Ray Wise em todas as outras aparições, Robin Charles Scherbatsky Sr. é um pai arrogante que queria um filho. Quando o bebê (Robin) acabou por ser uma menina, ele a cria como um filho, ensinando-a atividades estereotipadas masculinas, como a caça. Robin Sr expressa sua decepção de ter uma filha ao longo dos anos; ele tem muito pouco contato com ela, casando-se sem dizer a ela. Os dois eventualmente se reconciliam.

#### Genevieve Scherbatsky
Interpretada por Tracey Ullman. Ela é a mãe de Robin, mas a turma sabe muito pouco sobre ela até que ela finalmente seja vista na 9ª temporada. Nicholson descreveu sua cena em "Vesuvius" como "uma aparição que os fãs estão esperando para ver desde o início da temporada".

#### Katie Scherbatsky
Interpretada por Lucy Hale. Katie visita Robin (sua irmã) em Nova York e Robin reage mal ao descobrir que Katie está planejando perder a virgindade com um garoto chamado Kyle. Bustle classificou-a em segundo lugar em uma lista de melhores estrelas convidadas da série.

## Personagens secundários

### Ranjit Singh
Interpretado por Marshall Manesh, Ranjit é um motorista de táxi de Bangladesh. Ele conduz os personagens principais durante vários momentos significativos de suas vidas; por exemplo, ele leva Marshall e Lily em uma limusine logo após eles se casarem e ajuda Ted com um "encontro de dois minutos" em "Ten Sessions". Em "The Sexless Innkeeper", ele e sua esposa Falguni vão a um encontro duplo com Marshall e Lily, embora não gostem. Ele também aparece em episódios como "The Limo", "Rabbit or Duck", "The Goat" e "Three Days of Snow". Em "Gary Blauman", Ted revela que Ranjit ficou rico com investimentos e comprou um serviço de limusine.
Ranjit é o único personagem recorrente a aparecer em todas as nove temporadas.

### Carl o barman
Interpretado por Joe Nieves, Carl é o barman do MacLaren's, que é frequentado pelos personagens principais. Ele gerencia o bar. Carl eventualmente tem um filho que o ajuda no MacLaren's.
Joe Nieves recebeu o papel depois que a cena em que ele deveria estar foi cortada do piloto, mas ninguém disse a ele, e ele apareceu no set com uma fantasia de policial. Como ninguém queria dizer a ele que cortaram sua cena, deram-lhe o papel de Carl. Carl recebeu o nome de um dos assistentes dos produtores.

### Wendy
Interpretada por Charlene Amoia, Wendy é uma garçonete do bar MacLaren. Caracterizada como doce e um tanto ingênua, ela é muito querida pelos personagens principais. Barney uma vez teve um breve relacionamento com ela. Também é revelado em "Garbage Island" que Wendy se apaixona e mais tarde é casada com o ex-colega de trabalho de Marshall, Meeker (Daniel G. O'Brien). Ela e Meeker têm três filhos.

### Victoria
Interpretado por Ashley Williams. Um confeiteira na Padaria Buttercup, Victoria conhece Ted em "The Wedding" na recepção de casamento dos amigos de Ted, para quem Victoria havia feito o bolo de casamento. Eles concordam em passar a noite juntos anonimamente a fim de preservar a memória da noite, apesar da atração um pelo outro. No entanto, Ted rapidamente a encontra e eles começam um intenso relacionamento romântico. O relacionamento fica complicado quando Victoria recebe uma oferta de uma bolsa de culinária na Alemanha e eles tentam permanecer juntos em um relacionamento à distância. No entanto, Ted beija Robin e eles terminam.
Victoria reaparece na vida de Ted cinco anos depois, quando ela está servindo no Architect's Ball que Ted está participando no final de "The Naked Truth". Durante o reencontro, Ted se desculpa por tê-la traído e ela aceita suas desculpas. No entanto, ele fica chateado quando descobre que ela começou a namorar Klaus, que conheceu pouco depois de chegar à Alemanha, quase imediatamente depois que eles se separaram. Durante a discussão que se seguiu, eles começam a se lembrar do que amavam em seu relacionamento e acabam se beijando. Victoria responde ao beijo com a revelação de que Klaus pretende propor casamento a ela em breve e ela e Ted se separam em termos amigáveis, embora ela também avise Ted que seus relacionamentos existentes com Robin e Barney estão impedindo-o de encontrar seu verdadeiro amor.
Em "The Magician's Code", Ted, tendo recentemente se reconciliado com Robin, segue sua sugestão de contatar Victoria na esperança de saber se ela se casou. Quando eles se encontram, Ted fica surpreso ao ver que Victoria fugiu secretamente de seu casamento com Klaus. Relembrando sua própria experiência ao ser deixado no altar por Stella, Ted tenta fazer Victoria voltar ao casamento para, pelo menos, informar Klaus que ela fugiu, mas eles descobrem que Klaus também fugiu do casamento, como ele percebeu que ele e Victoria não deveriam ficar juntos. O relacionamento renovado de Ted e Victoria é de curta duração; quando Ted a pede em casamento, ela apresenta um ultimato: ele deve terminar sua amizade com Robin para ficar com ela. Não querendo desistir de sua amizade com Robin, Victoria termina com ele. Mais tarde, é revelado que ela voltou para a Alemanha e lhe envia o medalhão de Robin, que ela havia levado consigo.
Bays e Thomas planejaram ter Victoria como mãe reserva no caso da CBS decidir cancelar a série após a segunda temporada. Outra possível história seria Williams vestindo um terno gordo para retratar Victoria tendo se tornado, de acordo com Bays, "enormemente gorda" por causa de sua carreira de cozinheira. Victoria foi descrita como a melhor namorada de Ted pela revista People.

### Zoey Pierson
Interpretada por Jennifer Morrison. Uma das namoradas de Ted. Ted conheceu Zoey quando ela era uma ativista que protestava contra a destruição de um edifício histórico de Nova York, em "Architect of Destruction". A princípio, Ted sente-se atraído por ela, embora seja o arquiteto responsável pela demolição do prédio. No entanto, quando ela descobre esse fato, ela se vira contra ele, e os dois desenvolvem um relacionamento mutuamente antagônico. Em "Natural History", Ted conhece seu marido rico, que se autodenomina O Capitão, em um evento de gala em um museu. Zoey passa o Dia de Ação de Graças com o grupo em "Blitzgiving" porque seu marido está passeando com a filha; surpreendentemente, é Ted quem convence o grupo a deixá-la se juntar a eles, após deduzir que ela está sofrendo com a rejeição da enteada. Zoey é (por casamento) uma van Smoot, cuja família é dona da mansão em que Marshall e Lily se casaram, e um apartamento no prédio de Alberta. Em "Oh Honey", Zoey se divorcia do Capitão e fica com Ted. No entanto, eles se separam em "Landmarks" devido às tensões causadas pelo Arcadian. Zoey aparece em "Challenge Accepted", onde tenta sem sucesso se reunir com Ted. Em "Gary Blauman", Ted revela que Zoey continuou fazendo campanha por várias causas.

### Patrice
Interpretada por Ellen D. Williams, Patrice é uma funcionária da World Wide News, muitas vezes criticada por Robin, que se irrita com seus esforços para ser melhores amigas. Na 8ª temporada, Patrice se junta à peça "The Robin" de Barney fingindo namorar com ele. Em "Gary Blauman", é mostrado que Patrice mais tarde se torna uma apresentadora de talk show de rádio.

### Nora
Interpretada por Nazanin Boniadi, Nora é uma colega de trabalho inglesa de Robin que conheceu Barney na véspera do Dia dos Namorados. Embora esteja interessado nela, Barney reluta em admitir, apesar do incentivo de Robin. Durante seu primeiro encontro formal com Nora, ela revela seu desejo de eventualmente se casar e se estabelecer e o convida para conhecer seus pais, os quais Barney aceita como coisas que ele deseja. No final do encontro, no entanto, ele diz a ela que suas palavras eram uma mentira e critica os sonhos de Nora, o que aparentemente encerra o relacionamento. Embora Barney esteja convencido de que estava mentindo para ela, mais tarde ele percebe que quer se casar e se estabelecer. Ele tem uma segunda chance com Nora, quando a convence de que será honesto no relacionamento. Eles começam a namorar, mas terminam em "Tick Tick Tick" depois que Barney confessa que a traiu com Robin.

### Linus
Interpretado por Robert Belushi, Linus é barman no Farhampton Inn. Lily paga a ele US $ 100 para garantir que ela sempre tenha uma bebida na mão durante o fim de semana do casamento de Barney e Robin. Ao longo da temporada 9, ele é constantemente visto entregando bebidas a ela, seguido por Lily dizendo "Obrigada, Linus." É revelado em "Daisy" que essas bebidas não são alcoólicas porque Lily está grávida.

### Stella Zinman
Interpretada por Sarah Chalke, Stella é a dermatologista de Ted, que remove sua tatuagem de borboleta imprudente. Ele tenta convencê-la a namorá-lo no decorrer do episódio "Ten Sessions". Stella inicialmente se recusa, querendo se concentrar em sua filha Lucy, mas eventualmente concorda em ir a um almoço de dois minutos. Eles começam a namorar logo depois. No último episódio da terceira temporada, Ted pede Stella em casamento, e na estreia da quarta temporada, ela aceita. Em "Shelter Island", após o casamento de sua irmã desmoronar, Ted e ela concordam em assumir o casamento. Ela acaba deixando Ted no altar e voltando com Tony, seu ex-namorado e pai de Lucy. Mais tarde, ela aparece em "Right Place Right Time", onde ela ainda está com Tony.

### Kevin Venkataraghavan
Interpretado por Kal Penn, Kevin é originalmente apresentado como o terapeuta de Robin, mas depois se torna seu namorado. Ela o trai com Barney, embora ele nunca descubra isso. Ele pediu Robin em casamento antes que ela lhe contasse sobre sua infertilidade. Ele ainda queria se casar com ela, sugerindo que eles poderiam adotar ou usar uma barriga de aluguel, mas quando Robin deixou claro para ele que não queria ter filhos, eles se separaram. Em "Gary Blauman", Ted diz que Kevin acabou com Jeanette.

### Quinn Garvey
Interpretada por Becki Newton, Quinn é um interesse romântico para Barney na 7ª temporada, já que ela tem uma personalidade intrigante semelhante a ele. Na temporada 7, episódio 18, ela diz a Barney que no clube de strip, ela atende pelo nome de Karma. Barney se interessa por ela sem perceber que ela é uma stripper do Lusty Leopard, apesar de ser uma cliente frequente. Quinn inicialmente tira uma grande quantia de dinheiro de Barney, mas dá a Barney uma chance. Devido à insegurança de Barney, ela largou o emprego como stripper e acomodou a maioria das demandas dele em relação ao apartamento quando ela se mudou com ele. Barney a pede em casamento em "The Magician's Code". No entanto, devido à sua incapacidade de confiar um no outro, eles se separam em "The Pre-Nup". Quinn faz um breve retorno em "The Bro Mitzvah" como uma stripper contratada para a despedida de solteiro de Barney, para seu desgosto.

### Sandy Rivers
Interpretado por Alexis Denisof. Sandy é um âncora narcisista e lascivo. Ele estreia como colega de Robin no Metro News One e não tem oportunidade de convidá-la para sair. Ted e Marshall zombam dele durante seus segmentos. Ele se demite da rede para assumir um emprego na CNN, mas recomenda Robin para sucedê-lo como âncora principal. Sandy e Robin se cruzam novamente na 6ª temporada como colegas da World Wide News, onde ele é frequentemente visto dando em cima de jovens estagiárias. O comportamento inadequado de Sandy arruína sua carreira nos Estados Unidos e ele não muda seus hábitos, mesmo enquanto âncora de um noticiário na Rússia.

### Arthur Hobbs
Interpretado por Bob Odenkirk, Arthur é chefe do Goliath National Bank e também foi chefe de Marshall na Nicholson, Hewitt & West. Devido ao seu hábito de gritar com seus funcionários, ele é apelidado de "Artillery Arthur". Ele tem um cachorro chamado Tugboat.

### Daphne
Interpretada por Sherri Shepherd. Quando ela, Marshall e Marvin são expulsos de um avião, eles passam a primeira metade da 9ª temporada viajando juntos. Marshall conhece Daphne durante a viagem; ela tem uma filha e está preocupada por não ser uma boa mãe.

### Brad Morris
Interpretado por Joe Manganiello, Brad é amigo de Marshall da faculdade de direito. Brad e Marshall começam a sair depois que ambos descobrem que estão solteiros, após rompimento com suas respectivas namoradas, Kara e Lily. O Bromance entre Brad e Marshall torna-se cada vez mais estranho depois que eles vão ao brunch e a um musical juntos. Eventualmente, Brad volta a ficar com sua namorada. Ele vai à despedida de solteiro e ao casamento de Marshall e leva um soco na cara de Barney quando tenta beijar Robin, embora não tenha ressentimentos. Ele aparece em "The Stamp Tramp", alegando estar precisando de ajuda, mas depois revelando que ele é o advogado da oposição em um grande processo judicial, colocando o emprego de Marshall em risco. O julgamento ocorre em "Twelve Horny Women" e Gruber Pharmaceuticals são considerados culpados, mas só têm que pagar $ 25.000, porque o juiz é parcial devido à sua atração por Brad; isso leva Marshall a se tornar um juiz, pois ele percebe que essa é a posição a partir da qual se efetua mais mudanças. 

### O capitão
Interpretado por Kyle MacLachlan, George van Smoot (conhecido pelo apelido de "O Capitão") é apresentado como o marido de Zoey Pierson em uma festa de gala no Museu de História Natural. Ele é obcecado por barcos, um interesse que Zoey não compartilha. Apesar da atitude assustadora do capitão, como o olhar assassino que tem nos olhos, ele se mostra generoso, embora um tanto estranho; ele também é visto como um pouco tímido por causa da aparente diferença de idade entre ele e a maioria dos colegas de Zoey. Embora ele passe a gostar de Ted, o medo de Ted do capitão é exacerbado pelo fato de Ted e Zoey se sentirem atraídos. Zoey eventualmente se divorcia do Capitão e o deixa por Ted. Um ano depois que Ted termina com Zoey, o capitão inesperadamente encontra Ted, Robin e Lily em uma exposição na galeria. Ele revela que não tem ressentimentos por Ted em relação ao seu divórcio com Zoey. Durante a exposição na galeria, o conselho de Lily sobre arte, embora inicialmente rejeitado pelo Capitão, prova ser inestimável e o Capitão acaba contratando Lily como sua nova consultora de arte em "The Ashtray". Ele anuncia sua intenção de se mudar para Roma por um ano e pede que Lily e sua família o acompanhem; após uma briga entre Marshall e Lily, eles moram na Itália por um ano. O capitão tem três medalhas de ouro olímpicas na esgrima e acaba noivado de Becky.

### Nick Podarutti
Interpretado por Michael Trucco, Nick é um interesse amoroso de Robin. Eles se conheceram originalmente em uma loja de roupas e mais tarde ficaram cara a cara em um bar chamado "Hopeless". Cada um tinha uma queda pelo outro. Ele começou a namorar Robin na 8ª temporada. Nick é caracterizado como excessivamente emocional e pouco inteligente, e em "Splitsville", Robin começa a se irritar com esses traços (a lesão na virilha de Nick impede os dois de fazerem sexo, então ela começa a notar mais sua personalidade). Eles se separam no mesmo episódio, depois que Barney faz um discurso apaixonado sobre estar apaixonado por Robin; embora ele diga a ela que estava mentindo, mais tarde é revelado que ele estava dizendo a verdade.

### Bilson
Interpretado por Bryan Callen. Ele trabalha para o Goliath National Bank como colega de trabalho de Barney e Marshall e despede Ted quando ele projetou uma sala de rescisão de funcionários que era muito "inspirada".

### Scooter
Interpretado por David Burtka. Scooter é o antigo namorado de Lily no colégio e é obcecado por ela. Eles se separaram durante o baile de formatura, depois de um longo relacionamento. Scooter aparece por várias temporadas, durante as quais ele não consegue reconquistar Lily em seu casamento, trabalha como garçom em um restaurante requintado e como garçom em sua escola. Um flashback mostra que Lily intimidou Scooter para sair com ela durante seus dias como agressora em 1994. Scooter eventualmente se casa com a sósia de Lily, Jasmine, a stripper.

### Gary Blauman
Interpretado por Taran Killam, o marido na vida real de Cobie Smulders, Gary era colega de trabalho de Barney e Marshall até ele sair. Em "The Chain of Screaming", Barney afirma que sua vida foi por água abaixo depois de ser demitido e que ele acabou morrendo. No entanto, Blauman aparece em episódios posteriores; ele inexplicavelmente começa a sair com Bilson quando os dois começam a trabalhar para o Goliath National Bank. Em "Gary Blauman", é revelado que ele dormiu com o irmão de Barney, James, em um caso que levou Tom e James a quase se divorciarem.

### Don Frank
Interpretado por Ben Koldyke, Don é o namorado de Robin e co-âncora na 5ª temporada, apesar de Robin não gostar dele originalmente. Robin decide se mudar para seu apartamento em "Twin Beds". Ela recebe uma oferta de emprego em Chicago, mas decide ficar para ele. Quando lhe é oferecido o mesmo trabalho, Don aceita. Em "Unfinished", uma Robin bêbada é mostrada ligando para ele, deixando ameaças de morte, pois ela nunca superou o rompimento.

### Jeanette Peterson
Interpretada por Abby Elliott, Jeanette é a última pessoa com quem Ted namora antes de Tracy. Clinicamente louca, ela é uma oficial do Departamento de Polícia de Nova York que persegue Ted por cerca de um ano e meio depois que ele apareceu em uma revista. Jeanette é descrita pelo grupo como "louca" depois de bagunçar o apartamento de Ted, destruir o Playbook de Barney e atirar o medalhão de Robin de uma ponte. É revelado em "Gary Blauman" que ela acabou com Kevin, o psiquiatra.

### Becky
Interpretada por Laura Bell Bundy, Becky é a co-âncora substituta de Robin para Don Frank no talk show matinal Come On, Get Up New York!, e começa a eclipsar Robin no show. Sua hiperatividade e alegria conquistam a equipe de produção, mas Robin não gosta dela porque ela não consegue se manter profissional diante das câmeras. Em "Canning Randy", ela faz um comercial sobre barcos, recebendo o apelido de "Barcos, barcos, barcos". Ela se casa com o capitão.

### Curtis
Interpretado por Roger Bart. Ele é o recepcionista do Farhampton Inn, que trabalha lá pelo menos até 2024. Ele é involuntariamente condescendente com Ted ao saber que ele é solteiro. Quando Tracy aparece na pousada no meio da noite, ele dá a ela a chave do quarto vazio da mãe de Robin.

### Claudia e Stuart Bowers
Claudia e Stuart são interpretados por Virginia Williams e Matt Boren. Claudia e Stuart estão prestes a se casar quando fazem sua primeira aparição. Enquanto Stuart é um homem tranquilo, sensível e de aparência simples, Claudia é uma mulher atraente, direta e um tanto sensível; apesar de suas diferenças, eles têm um bom relacionamento. À medida que o casamento se aproxima, Claudia fica cada vez mais estressada e se recusa a permitir que Ted traga Robin como um par de última hora para o casamento. Ted convence Stuart, pelas costas de Claudia, a permitir que ele traga Robin. Claudia e Stuart discutem sobre isso e terminam antes do casamento, embora Marshall consiga convencê-los a voltarem. No entanto, conforme o show avança, é mostrado que Stuart e Claudia têm uma relação tóxica e instável.
O casal faz pequenas aparições recorrentes depois. Stuart vai à despedida de solteiro de Marshall em "Bachelor Party", onde é sugerido que ele se arrepende de ter se casado com Claudia. Ele também aparece brevemente em "Intervention". Em "Baby Talk", ele e Claudia são vistos tendo uma filha chamada Esther. Stuart faz outra aparição em "The Over-Correction", onde Ted o culpa por não ter devolvido as botas de cowboy vermelhas de Ted. Em "The Poker Game", Stuart afirma ter dado a Marshall e Lily uma cafeteira para seu casamento, quando na verdade era o presente de Ted. Nesse episódio, também é revelado que Stuart estava traindo Claudia.

### The Doppelgängers
Em "Double Date", Ted menciona que o grupo já viu pessoas que se parecem exatamente com eles. Este tema de cinco doppelgängers, um para cada um dos personagens principais (excluindo Tracy), continua ao longo de vários episódios. Eles são interpretados pelos 5 atores principais.
Os três primeiros doppelgängers são vistos em "Double Date". "Mustache Marshall" aparece em um anúncio na lateral de um ônibus e é visto por Barney no MacLaren's. "Lesbian Robin" é vista nas ruas de Nova York. "Stripper Lily" (conhecida pelo nome de "Jasmine") trabalha no Lusty Leopard e também aparece em "46 Minutes" e "Gary Blauman", eventualmente se casando com Scooter. O "Mexican Wrestler Ted" é descoberto em "Robots Versus Wrestlers."
O doppelgänger de Barney é o mais significativo; Lily e Marshall querem um sinal "do universo" de que estão prontos para ter filhos e concordam em começar a tentar assim que virem o sósia de Barney. Em "Doppelgangers", Marshall conhece um motorista de táxi que ele pensa ser o doppelgänger de Barney, mas que acaba sendo Barney disfarçado. Lily então vê um vendedor de pretzel e pensa que ele é o sósia; na realidade, o vendedor não se parece em nada com Barney, mas eles começam a tentar ter filhos, já que Marshall afirma que isso significa que Lily está inconscientemente pronta para ter filhos. O verdadeiro doppelgänger de Barney, o Doutor John Stangel, é revelado em "Bad News". Ele é um médico de fertilidade, deixando Lily desconfortável, pois ela está convencida de que ele é Barney disfarçado.

## Estrelas convidadas

### Como eles próprios
- Maury Povich em "Subway Wars": uma piada recorrente no episódio é que a turma vê Maury Povich em todos os lugares e ele aparece em muitas cenas que ocorrem simultaneamente.[28]
- Regis Philbin, junto com Marshall, tenta rastrear "The Best Burger in New York". Ele também apresenta o programa ficcional Million Dollar Heads or Tails.[29]
- Heidi Klum, Alessandra Ambrósio, Marisa Miller, Miranda Kerr e Adriana Lima da Victoria's Secret aparecem em "The Yips".[30][31]
- Marshall imagina uma conversa entre ele e fotos de Kim Kardashian, Spencer Pratt e Heidi Montag na primeira página de sua revista em "Benefits". As cenas foram filmadas em 12 de novembro de 2008.[32]
- Boyz II Men (Wanya Morris, Nathan Morris e Shawn Stockman) cantam "You Just Got Slapped" no final de "Slapsgiving 3: Slappointment in Slapmarra". Sua aparição foi descrita como "uma surpresa decente" por um crítico;[33] outro disse que sua participação "não fazia sentido";[34] um terceiro descreveu-o como "caminho aleatório".[35]
- "Weird Al" Yankovic lê uma carta de fã de Ted em "Noretta".[36]
- Ralph Macchio e William Zabka aparecem em "The Bro Mitzvah" como uma surpresa na despedida de solteiro de Barney;[37] William Zabka também aparece em 6 outros episódios, de "The Broken Code" a "The End of the Aisle", no casamento de Barney.[38]
- Emmitt Smith estrela convidada em "Monday Night Football": Barney o conhece quando ele tenta descobrir o resultado do Super Bowl. Um crítico disse que seu "bit de 60 segundos não foi engraçado".[39]
- Jim Nantz aparece em "Perfect Week" e "Last Forever – Part 2"; em ambos os episódios, Barney se imagina sendo entrevistado por ele. Em "Perfect Week", sua aparição foi elogiada por Donna Bowman do The A.V. Club.[40]
- Frank Viola telefona para Marshall, que não consegue falar com ele por causa de um jinx, em "The Final Page – Part 1".[41]
- Nick Swisher, um antigo New York Yankee, entra no MacLaren durante "Perfect Week". Isso atrai a atenção da garota que Barney estava tentando pegar. Sua aparição no programa foi anunciada pela primeira vez em dezembro de 2009; seu episódio foi ao ar em fevereiro de 2010.[42][43]
- George Clinton, o músico funkeiro, aparece em "Where Were We?", em uma cena imaginada por Marshall. Robin Pierson disse que a cena de Clinton era "pura tolice" e a imaginação de Marshall era "apenas uma desculpa estúpida para dar a Clinton um papel no show".[44]
- Bob Barker, o apresentador do game show, aparece em "Showdown", apresentando o "The Price is Right", no qual Barney compete. Barney afirma que Bob Barker é seu pai, uma mentira contada por sua mãe. Staci Krause disse que "as palavras finais emocionantes de Barney para Bob Barker quase trouxeram lágrimas aos olhos [dela]".[45] Pierson disse que "os escritores lidaram com [o enredo de Barney] lindamente".[46]
- Tim Gunn aparece em 5 episódios de "Girls Versus Suits" a "The End of the Aisle". Aparecendo pela primeira vez no 100º episódio do show,[47] ele é o alfaiate de Barney e, na 9ª temporada, vai para Farhampton durante o fim de semana de casamento de Barney. Tim Gunn desenha o smoking de casamento de Barney;[48] eles jogam pôquer juntos em "The Poker Game" e em "Sunrise", um Barney bêbado leva Justin e Kyle para Tim Gunn para que eles comprem ternos. Brian Zoromski disse que Gunn "pareceu um pouco forçado em sua fala";[49] no entanto, Hannigan disse que ele era "mais popular do que Britney Spears" e que ela "[queria] ele de volta em todos os episódios".[50] Ele foi o terceiro em uma lista dos melhores convidados do programa, de acordo com a Bustle.[18]
- Alex Trebek aparece em "False Positive" e "P.S. I Love You". No primeiro, um especial de Natal,[51] ele apresenta o game show fictício Million Dollar Heads or Tails; foi anunciado que Trebek apareceria no programa em 13 de dezembro pelo TV Guide em 17 de novembro de 2014.[52][53] Mais tarde, Trebek apareceu ao lado de várias estrelas convidadas canadenses em "P.S. I Love You" em um episódio centrado em "Robin Sparkles".[54][55][56]
- Alan Thicke aparece em 5 episódios de "Sandcastles in the Sand" a "The Rehearsal Dinner". No videoclipe de Robin Sparkles "Sandcastles in the Sand", ele foi escalado como o pai de Sparkles.[57] Em "The Rough Patch", ele foi contratado por Lily para ajudar com um plano para separar Robin e Barney; um crítico disse sobre o episódio "qualquer coisa relacionada a Alan Thicke era engraçada"[58] enquanto outro disse que o destaque do episódio foi Thicke contando a Barney que ele e Robin trabalharam juntos em um programa de variedades canadense.[59] Foi revelado em "Glitter" que Thicke trabalhou com Robin e Jessica Glitter no programa de variedades "Space Teens".[60] Thicke apareceu em "P.S. I Love You", onde ele vence Barney facilmente em uma luta, após Barney erroneamente pensar que Robin tinha uma queda por Thicke quando era adolescente.[61] A última aparição de Thicke no show foi em "The Rehearsal Dinner", onde ele canta uma música do Crash Test Dummies.[62][63] No entanto, Thicke também apareceu em um site feito especificamente para o programa, CanadianSexActs.org, apresentado no episódio "Old King Clancy".[64][65]
- Jason Priestley, Paul Shaffer, Geddy Lee, Dave Coulier, k.d. lang, Luc Robitaille e Steven Page aparecem em um documentário fictício durante "P.S. I Love You"; foi anunciado que essas estrelas convidadas canadenses apareceriam em um episódio relacionado a Robin Sparkles em 7 de janeiro de 2013, cerca de um mês antes do episódio ir ao ar.

### Como personagens
Abby
Interpretada por Britney Spears; aparece em "Ten Sessions" e "Everything Must Go". Abby é a recepcionista de Stella. Muito enérgica e desmiolada, ela desenvolveu uma paixão obsessiva por Ted enquanto ele perseguia Stella. Barney acabou dormindo com ela. Foi anunciado que Spears iria aparecer no programa em março de 2008; a maioria dos críticos elogiou sua atuação em "Ten Sessions", com Segel notando que ela improvisou algumas falas "realmente boas". No entanto, suas cenas em "Everything Must Go" foram descritas como "apressadas e estranhas", e sua personagem como "boba". Um artigo na Bustle classificou-a no topo de uma lista de estrelas convidadas em How I Met Your Mother.
Amy
Interpretada por Mandy Moore; aparece em "Wait for It". Uma garota que Ted conhece no MacLaren logo depois de terminar com Robin. Depois de cometer furto e invadir a casa de outra pessoa, ela leva um Ted embriagado para fazer uma tatuagem, uma borboleta em suas costas. Ela foi descrita pelo IGN como "fantástica em seu breve papel"; Joel Keller do TV Squad disse originalmente que Moore "não consegue fazer [seu papel de durona]", embora mais tarde tenha dito que ela não era tão ruim. Moore descreveu seu beijo com Radnor como "incrivelmente estranho", embora Radnor disse "ela era uma falsa beijadora muito boa".
Anita Appleby
Interpretada por Jennifer Lopez; aparece em "Of Course". Anita escreveu um livro sobre namoro, encorajando as mulheres a "treinar" os homens e a evitar sexo até que tenham dezessete encontros com uma pessoa; depois de ser entrevistada por Robin no noticiário, Robin a contrata para seduzir Barney.
Gael
Interpretado por: Enrique Iglesias, o cara com quem Robin aparece ao retornar da Argentina após o rompimento com Ted. Ele aparece nos dois primeiros episódios da terceira temporada, "Wait for It" e "We're Not from Here".
Honey
Interpretada por Katy Perry; aparece em "Oh Honey". Ela é prima de Zoey van Smoot, a personagem crédula com quem Barney acabou dormindo. Como o Ted de 2030 não consegue lembrar seu nome verdadeiro, ela é referida como "Honey". A aparência de Perry foi descrita como um "truque", mas ainda assim elogiada.
Jessica Glitter
Interpretada por Nicole Scherzinger; aparece em "Glitter". Ela interpreta uma velha amiga de Robin do Canadá. Glitter era o nome de sua personagem em um programa de TV canadense chamado "Space Teens", onde ela e Robin usavam matemática para completar missões no espaço.
Tiffany
Interpretada por Carrie Underwood; aparece em "Hooked". Dizem que Ted está "no gancho" por essa garota: ele está apaixonado por ela, enquanto ela é apenas amiga dele. Brian Zoromski, do The AV Club, descreveu sua atuação como "decente", especialmente para uma "cantora que virou atriz".

## Outros personagens
Carol (Blá, Blá)
Interpretada por Abigail Spencer; aparece em "How I Met Everyone Else" e "Gary Blauman". Ela conhece Ted no World of Warcraft e quando é apresentada à turma, eles passam a noite se perguntando se ela é louca. Ted a chama de "blá, blá" ao contar a história para seus filhos em "Como conheci todos os outros", já que não consegue se lembrar do nome da garota; essa piada foi chamada de "ridiculamente engraçada" por um crítico. Ela aparece novamente em "Gary Blauman", onde Ted de repente lembra que seu nome era Carol.
Mrs. Buckminster
Interpretada por Jane Carr; aparece em "Nannies". Ela é uma babá "adorável", mas Marshall e Lily não podem pagar seu salário. Barney tenta pagar, mas Lily percebe que se sente desconfortável em deixar Marvin com um estranho.
Carly Whittaker
Interpretada por Ashley Benson; aparece em "Ring Up!". Ela é meia-irmã de Barney, com quem Ted sai brevemente.
Cathy
Interpretada por Lindsay Price; aparece em "Spoiler Alert". Ted está feliz namorando Cathy até que seus amigos dizem que ela nunca para de falar. Assim que Ted percebe isso, começa a irritá-lo e eles acabam se separando.
Cindy
Interpretada por Rachel Bilson; aparece em 4 episódios de "Girls Versus Suits" a "How Your Mother Met Me". Ela é uma candidata a PhD que namora Ted. Sua colega de quarto acabou sendo A Mãe, Tracy. Cindy acaba sendo lésbica e se casa com Casey. Cindy, que aparece pela primeira vez no 100º episódio do programa, "é muito importante para a história final", de acordo com Bays.
Coat-Check Girl
Interpretada por Jayma Mays; aparece em "Okay Awesome" e "The Time Travelers". Ted conhece essa garota em uma boate, mas nunca liga para ela; vários anos depois, ele a imagina passando pelo MacLaren's.
Darren
Interpretado por Andrew Rannells; aparece em "Bass Player Wanted" e "How Your Mother Met Me". Tracy o convidou para se juntar a sua banda, e ele rapidamente começou a assumir o controle, culminando com a demissão de Tracy. Darren tenta arruinar amizades entre Ted e Barney, e Lily e Robin; um crítico disse que "seu começo de merda acrescentou uma vantagem à dinâmica de todos".
Daryl
Interpretado por Seth Green; aparece em "The Final Page – Part 1". Um amigo da época da faculdade, Daryl ficou obcecado por Lily e Marshall. Ele dirige um negócio de sucesso vendendo Hacky Sacks. Max Nicholson disse que a parte do "Hackmigos" de Daryl foi um pouco bizarra, mas engraçada."
Doug Martin
Interpretado por Will Sasso, Doug é um barman furioso e violento que espanca três homens por ficarem sentados nos lugares da turma. Embora ele apareça no fundo de vários eventos significativos em "The Fight", ele não está nas cenas originais.
Garrison Cootes
Interpretado por Martin Short; aparece em 3 episódios de "The Naked Truth" a "The Burning Beekeeper". Ele é o "chefe viciado em trabalho" de Marshall e um "duende ambientalista" no Conselho de Defesa de Recursos Naturais. Foi anunciado que Short iria aparecer no show interpretando o chefe de Marshall em junho de 2011.
Hammond Druthers
Interpretado por Bryan Cranston; aparece em 3 episódios de "Aldrin Justice" a "Platonish". Druthers é um arquiteto condescendente que é o chefe de Ted em sua empresa de arquitetura. Druthers projeta um prédio em Spokane, Washington que, de acordo com Ted e Lily, parece um pênis ereto; seu cliente, então, aceita o design de Ted. Druthers é então forçado a trabalhar com Ted. Foi anunciado em 2013 que Cranston voltaria ao show. Na nona temporada (durante "Platonish"), Druthers oferece a Ted um novo emprego, mas Ted recusa; um editor da Vulture criticou a aparência de Cranston neste episódio.
Jerome Whittaker
Interpretado por John Lithgow; aparece em 4 episódios de "Legendaddy" a "The End of the Aisle". Barney começa a se perguntar quem é seu verdadeiro pai depois que James conhece seu próprio pai biológico em "Cleaning House". Embora Barney recuse a oferta inicial de Loretta de revelar seu pai, ele descobre na "Natural History" que é Jerome, embora Barney tenha ouvido quando criança que Jerome era seu tio. Barney está desapontado por Jerome ser um "pai suburbano coxo". Jerome tem uma esposa chamada Cheryl e dois filhos: J.J. (Jerome Junior) e Carly.
Karen
Interpretada por Laura Prepon; aparece em 3 episódios de "Sorry, Bro" a "Say Cheese", além de ser mencionado em vários outros. A primeira namorada de verdade de Ted, Karen é descrita como altamente sarcástica e esnobe, o que resulta em Marshall e Lily a odiando. O sentimento é mútuo, já que Karen também tem uma opinião negativa dos amigos de Ted. Karen gosta de boinas, vinho de Bordeaux e poesia erótica de Baudelaire. Embora Ted esteja profundamente apaixonado por ela, Karen o trai toda vez que quer terminar. Karen é frequentemente descrita pelos críticos como "a pior namorada de Ted".
Klaus
Interpretado por Thomas Lennon; aparece em "Farhampton" e "The Pre-Nup". Klaus é o noivo de Victoria. Eles foram colegas de turma na bolsa de culinária de Victoria na Alemanha, mas entraram em um relacionamento cerca de um dia após o término de Ted e Victoria.
Mrs. Matsen
Interpretada por Renée Taylor; aparece em 3 episódios de "As Fast as She Can" a "The Magician's Code – Part 2". Ela é vizinha de Ted e ajuda Marshall a reunir Ted e Zoe em "Oh Honey".
'Crazy' Meg
Interpretada por April Bowlby; aparece em 4 episódios de "Dowisetrepla" a "Slapsgiving 3: Slappointment in Slapmarra". Uma garota que parece obcecada por compromisso, Meg inicialmente fica com Barney em um apartamento que Marshall e Lily compram mais tarde, mas foi presa por invasão de propriedade quando Barney a deixa lá. Em "The Rough Patch", ela faz parte do plano de Lily para separar Robin e Barney, por quem ela ainda está obcecada.
Naomi a 'Slutty Pumpkin'
Interpretada por Katie Holmes; aparece em "The Slutty Pumpkin Returns", depois de ser o assunto de "Slutty Pumpkin". Depois de conhecê-la em uma festa de Halloween dez anos antes, Ted acreditava que eles eram muito compatíveis, mas perdeu a barra de chocolate onde ela havia escrito seu número de telefone. Durante anos, Ted usou a mesma fantasia e foi à mesma festa na esperança de encontrá-la novamente. Por acaso, ele finalmente encontra sua fantasia e a rastreia, mas descobre que eles não combinam tanto quanto acreditavam. Eles se separam.
Punchy
Interpretado por Chris Romano; aparece em 4 episódios de "Sandcastles in the Sand" a "The Best Man". Adam "Punchy" Punciarello é amigo de colégio de Ted. Ted experimenta "revertigo" quando está perto de Punchy: ele age da mesma forma que fazia no colégio. A turma vai ao casamento de Punchy em "The Best Man".
Randy Wharmpess
Interpretado por Will Forte; aparece em "Rebound Bro" e "Canning Randy". Um funcionário do departamento jurídico do Goliath National Bank, Randy adora Barney. A ineficácia de Randy resulta em sua demissão, mas é recontratado quando Marshall se sente culpado. Randy então recorre à destruição do escritório de Marshall para ser demitido novamente, querendo um pacote de indenização para que ele possa estabelecer uma nova microcervejaria para sua cerveja exclusiva.
Sam Gibbs
Interpretado por Ben Vereen; aparece em 4 episódios de "Cleaning House" a "The End of the Aisle". Ele é o pai de James Stinson, que esteve ausente de sua infância porque Loretta não o queria por perto. James o conhece aos 37 anos. Sam realiza o casamento de Barney e Robin.
Simon Tremblay
Interpretado por James Van Der Beek; aparece em 3 episódios de "Sandcastles in the Sand" a "Bedtime Stories". Ex-namorado canadense de Robin, que terminou com ela para namorar Louise Marsh. Anos depois, ele visita Robin em Nova York e eles namoram brevemente; ele termina com ela uma segunda vez, novamente para namorar Louise Marsh. Mais tarde, ele fica noivo de Louise e Robin rouba e come seu bolo de casamento.
Dr. Sonya
Interpretada por Vicki Lewis; aparece em 3 episódios de "The Stinson Missile Crisis" a "The Magician's Code – Part One". Ela é a médica de Lily e a ajuda a dar à luz Marvin, além de ser a médica que diz a Robin que ela é infértil.
Steve 'Blitz' Henry
Interpretado por Jorge Garcia; aparece em "Blitzgiving" e "Gary Blauman". Ele é um amigo de faculdade de Ted e Marshall, que ganhou seu apelido por causa da maldição que ele tem: eventos incríveis acontecem sempre que ele sai. Ele passa a maldição para vários outros personagens, incluindo Barney e Ted, antes que a maldição seja passada de volta para ele. Ele faz numerosas alusões ao personagem de Jorge Garcia de Lost.
Tom
Interpretado por Jai Rodriguez; aparece em "The Rebound Girl" and "Gary Blauman". Tom marries James Stinson and they adopt two children, Eli and Sadie. James cheats on Tom and they almost get divorced.
Lucy Zinman
Interpretada por Darcy Rose Byrnes; aparece em 5 episódios de "Rebound Bro" a "Happily Ever After". Filha de Stella e Tony, ela é frequentemente vista feliz com Ted e seus pais.
Tony Grafanello
Interpretado por Jason Jones; aparece em 3 episódios de "Shelter Island" a "As Fast as She Can". Ele namorou Stella e eles têm uma filha juntos. Stella deixa Ted no altar e volta com Tony. Sentindo-se culpado por "roubar" Stella, Tony consegue para Ted um cargo de professor universitário. Posteriormente, Tony faz um filme sobre o triângulo amoroso deles chamado The Wedding Bride, e duas sequências foram lançadas posteriormente. Ted fica furioso com sua interpretação como um antagonista estereotipado e exagerado, embora seus amigos achem isso hilário e, às vezes, bastante preciso.
Trudy
Interpretada por Danica McKellar; aparece em "The Pineapple Incident" e "Third Wheel". Ela acaba na cama de Ted depois que ele fica muito bêbado. Em um episódio posterior, Ted tenta fazer um threesome com ela e outra garota, embora nunca seja dito se ele fez ou não.
Professor Vinick
Interpretado por Peter Gallagher; aparece em "The Final Page – Part 1". Ele disse a Ted que nunca daria certo como arquiteto, prejudicando a autoestima de Ted e fazendo com que ele guardasse rancor.